# C. de Bridia
C. de Bridia (XIII w.) – podróżnik (zapewne polski), franciszkanin, autor Historia Tartarorum. 
De Bridia spisał relację na polecenie ojca Bogusława, prowincjała zakonu franciszkanów w Czechach i Polsce Rękopis został ukończony 30 lipca 1247. Część badaczy przyjmuje, że uczestniczył w poselstwie aż nad Wołgę (8 kwietnia 1246), gdzie Mongołowie z obozu Batu-chana zatrzymali część posłów, do Karakorum dopuszczając tylko Benedykta i Carpiniego. Po ich powrocie z Mongolii franciszkanie znów połączyli się (25 kwietnia 1247) i wracali razem. Inna wersja mówi, że de Bridia nie był jednym z posłów. Najprawdopodobniej C. de Bridia znał język mongolski i dzięki temu uzyskał od przebywających na dworze chana Mongołów informacje na temat najazdu na Europę Środkową. Rękopis Historii Tartarorum został odnaleziony w 1957 w Stanach Zjednoczonych. Stanowił on całość z mapą świata i częścią dzieła Speculum historiale, którego autorem jest Wincenty z Beauvais.